# Wilhelm Schatz (Politiker)
Christian Wilhelm Edmund Julius Schatz (* 8. Mai 1846 in Greußen; † 16. Oktober 1918 ebenda) war ein deutscher Kaufmann und Politiker.

## Leben
Schatz war der Sohn des Hutmachermeisters Bernhard Friedrich Heinrich Schatz und dessen Ehefrau Ernestine Sabine geborene Barich aus Tennstedt. Er war evangelisch-lutherischer Konfession und heiratete am 21. August 1871 in Erfurt in erster Ehe Johanna Emerentia Ernestine Minna Beck (* 13. Oktober 1848 in Erfurt; † 25. Februar 1879 in Greußen), die Tochter des Barbiers Johann Ernst Friedrich Beck. Nach dem Tod der ersten Ehefrau heiratete er am 10. Mai 1881 in Görlitz in zweiter Ehe Marie Auguste Diederichs (* 8. September 1861 in Görlitz), die Tochter des Landschaftscalculators Heinrich Diederichs.
Schatz lebte als Kaufmann (Getreide- und Fruchthandel, Landmaschinenhandel). 1900 und 1904 wurde er Mitglied der neu gegründeten Handelskammer für das Fürstentum Schwarzburg-Sondershausen. Er war Mitglied des Aufsichtsrates des Greußener Bankvereins und (1914) dessen Vorsitzender. 
Politisch war er Anhänger des Freisinns und später Mitglied der NLP. Er war Mitglied des Gemeinderates in Greußen und ab 1882 dessen Vorsitzender. Vom 15. November 1880 bis zum 16. Oktober 1918 war er Abgeordneter im Landtag des Fürstentums Schwarzburg-Sondershausen. 
Er wurde am 7. August 1888 mit dem Titel eines Kommissionsrates und am 7. August 1899 eines Kommerzienrates ausgezeichnet. Am 7. August 1894 erhielt er das fürstlichen Ehrenkreuz III. Klasse, am 21. August 1912 der II. Klasse und am 28. September 1914 die Fürstliche Medaille für Verdienste in Gold.